# Bobfinchita
La bobfinchita és un mineral de la classe dels òxids.

## Característiques
La bobfinchita és un òxid de fórmula química Na[(UO₂)₈O₃(OH)₁₁](H₂O)₃·7H₂O. Va ser aprovada com a espècie vàlida per l'Associació Mineralògica Internacional l'any 2021, i publicada l'any 2024. Cristal·litza en el sistema ortoròmbic.
L'exemplar que va servir per a determinar l'espècie, el que es coneix com a material tipus, es troba conservat a les col·leccions mineralògiques del Museu d'Història Natural del Comtat de Los Angeles, a Los Angeles (Califòrnia) amb el número de catàleg: 75146.

## Formació i jaciments
Va ser descoberta a la mina Burro, situada al districte miner de Slick Rock, dins el comtat de San Miguel (Colorado, Estats Units). Aquesta mina estatunidenca és l'únic indret de tot el planeta on ha estat descrita aquesta espècie mineral.